# الطب في الدولة العثمانية
تم إنشاء أول جامعة للطب في الدولة العثمانية أواخر القرن الرابع عشر في عهد السلطان يلدرم بايزيد في مدينة بورصة التي كانت عاصمة الدولة العثمانية وقتها. 
ثم تم إنشاء المجمع الطبي في القرن الخامس عشر.

## اكتشاف الجراثيم والميكروبات
اكتشف الشيخ آق شمس الدين الميكروبات قبل لويس باستور حيث قال:«من الخطأ تصور أن الأمراض تظهر على الأشخاص تلقائيًّا، فالأمراض تنتقل من شخص إلى آخر بطريق العدوى . هذه العدوى صغيرة ودقيقة إلى درجة عدم القدرة على رؤيتها بالعين المجردة، لكن هذه العدوى تحصل بواسطة بذور حية صغيرة»

## طريقة التدريس
كانت تلقى المحاضرات العلمية نظريا ويجري تطبيقها في مدرسة الطب وكان الطلاب يزاولون التدريبات في المستشفيات تحت إشراف الأطباء.

## المشافي العثمانية
كان يشرف على كل دار من هذه الدور طبيب - ثم زيد إلى اثنين من حُذَّاق الأطباء من أي جنس - كان يعاونهما كحّال ( أي طبيب عيون ) وجراح وصيدلي وجماعة من الخدم والبوابين، ويشترط في جميع المشتغلين بالمستشفى أن يكونوا من ذوي القناعة والشفقة والإنسانية، ويجب على الأطباء أن يعودوا المرضى مرتين في اليوم، وأن لا تُصرَف الأدوية للمرضى إلا بعد التدقيق من إعدادها، وكان يشترط في طباخ المستشفى أن يكون عارفًا بطهي الأطعمة والأصناف التي توافق المرضى منها، وكان العلاج والأدوية في هذا المستشفى بالمجان ويغشاه جميع الناس بدون تمييز بين أجناسهم وأديانهم.

## تطور اللقاح العثماني
توجد معلومات كثيرة عن تطعيم الأطفال ولقاح الجدري في إسطنبول عام 1695 ، وفي عام 1721 شاهدت مونتاجيو عندما كانت سفيرة لإنجلترا في إسطنبول كيفية صنع هذا اللقاح، وقد قاومت أوروبا مدة طويلة اللقاح الذي طبقه العثمانيون، ولكن في 1764 وافقت الأكاديمية الطبية الفرنسية على أن هذا اللقاح « قد يكون مفيدًا » ، وتم استخدام أول لقاح بأوروبا في إنجلترا في العام نفسه أي 1764.

## العمليات الجراحية
في عام 1539 كانت تجرى في مدينة عينتاب وهي في المناطق النائية في الأناضول عمليات جراحية في الكلية.